# Женщина с цветком
«Женщина с цветком» (Vahine no te Tiare) — картина Поля Гогена, написанная в 1891 году. Хранится в «Новой глиптотеке Карлсберга» в Копенгагене.

## История создания
Гоген прибыл на Таити в июне 1891 года. В своей книге «Ноа Ноа» он описал события, предшествовавшие написанию картины. Женщина, изображённая на картине, была соседкой Гогена. Однажды она отважилась войти в хижину Гогена, чтобы посмотреть на картины, приколотые к стенам — репродукции с картин Мане, итальянских примитивистов и японских художников. Он воспользовался этим визитом, чтобы сделать набросок портрета таитянки, но она запротестовала и убежала. Через час женщина вернулась одетой в нарядное платье и с цветком в волосах. Она не была привлекательной по европейским стандартам, но тем не менее красива. В её чертах Гоген увидел поистине рафаэлевскую гармонию, меланхолию горечи, смешанную с радостью и страхом неизвестного. При взгляде на её лицо вспоминается фраза: «Нет идеальной красоты без некоторой странности пропорций». Таитянцы были обращены в христианство французскими миссионерами, вместе с чем им был навязан и европейский стиль одежды. Поэтому женщина переоделась в европейскую парадную одежду прежде чем позволить художнику написать свой портрет.
Жёлтый и красный фон портрета украшен стилизованными цветами, которые встречаются и в других более ранних портрета Гогена. Кроме декоративного эффекта они создают и баланс в композиции. Цветок в волосах женщины — это гардения таитянская (Gardenia taitiensis), типичная на Таити. Этот цветок также используют для приготовления духов.
Название «Vahine no te Tiare» написано в центре вверху картины, а подпись Гогена «P. Gauguin 91» расположена в верхнем правом углу.
«Женщина с цветком» была одной из первых картин таитянского цикла, прибывших в Европу. Сначала она была выставлена в Париже в 1892 году, а в 1893 году в Копенгагене. Картина была передана в Новую глиптотеку Карлсберга Хельге Якобсеном в 1927 году и в настоящий момент находится в 65-м зале глиптотеки. Инвентарный номер MIN 1828.